# Ko Kut
Ko Kut (chiamata anche Koh Kut) è un'isola della Thailandia situata nell'arcipelago al confine con la Cambogia.

## Suddivisione amministrativa

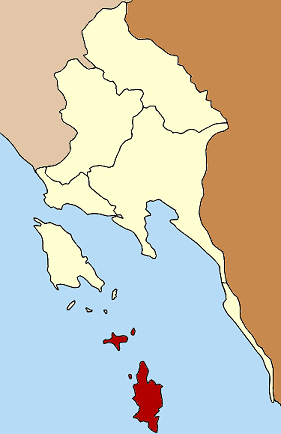
Distretto di Ko Kut nella provincia di Trat

L'isola e alcune isole minori dell'arcipelago costituiscono il Distretto di Ko Kut (Amphoe Ko Kut), uno dei 7 che formano la provincia di Trat.